# Tropidophorus noggei
Tropidophorus noggei là một loài thằn lằn trong họ Scincidae. Loài này được Ziegler, Thanh & Thanh mô tả khoa học đầu tiên năm 2005.